# Liste der brasilianischen Botschafter in Oman
Die Botschaft befindet sich in Maskat.
| Ernannt       | Name                           | Bemerkungen | Mensagem Senado Federal | im Senat des Nationalkongress vorgestellt am | ernannt von               | akkreditiert während der Regierung von: | Posten verlassen |
| ------------- | ------------------------------ | --- | ----------------------- | -------------------------------------------- | ------------------------- | --------------------------------------- | ---------------- |
| 28. Mai 1992  | Luiz Villarinho Pedroso        | Amtssitz Riad | MSF 146 de 1992         |                                              | Itamar Franco             | Qabus ibn Said                          |                  |
| 11. Dez. 1995 | Sérgio Martins Thompson Flores | Amtssitz Riad | MSF 260 de 1995         | 24. Nov. 1995                                | Fernando Henrique Cardoso | Qabus ibn Said                          |                  |
| 28. Juli 1999 | Luiz Sergio Gama Figueira      | Amtssitz Riad | MSF 104 de 1999         | 29. Juni 1999                                | Fernando Henrique Cardoso | Qabus ibn Said                          |                  |
| 12. Sep. 2005 | Isnard Penha Brasil Júnior     | Amtssitz Riad (* 29. März 1946 in Belém (Pará)) Sohn von Aracy Cabral Penh Brasil und Isnard Penha Brasil, 1979: Geschäftsträger in Dschidda, 1990: Geschäftsträger in Kuala Lumpur, 1994: Geschäftsträger in Neu-Delhi, 2000: Botschafter in Algier | MSF 183 de 2005         | 30. Aug. 2005                                | Luiz Inácio Lula da Silva | Qabus ibn Said                          |                  |
| 8. Apr. 2008  | Sergio Luiz Canaes             | Amtssitz Riad (* 29. September 1952 in São Paulo) Sohn von Nadir Santin Canaes und Jurandyr Canaes, 15. Juli 1996: Geschäftsträger in Beirut | MSF 274 de 2007         | 25. März 2008                                | Luiz Inácio Lula da Silva | Qabus ibn Said                          |                  |
| 29. Nov. 2010 | Mitzi Gurgel Valente da Costa  | | MSF 245 de 2010         | 9. Nov. 2010                                 | Luiz Inácio Lula da Silva | Qabus ibn Said                          |                  |